# 申賢栄
申 賢栄（シン・ヒョニョン、朝鮮語: 신현영/申賢榮、1980年11月17日 - ）は、大韓民国の医師、政治家。第21代韓国国会議員。

## 経歴
カトリック関東大学校卒、医学博士。大韓医師協会報道官、韓国女子医師会法制理事、漢陽大学校明知病院家庭医学教授を経て、2020年の第21代総選挙に共に市民党の比例代表名簿1番として当選し、第21代国会保健福祉委員会委員・女性家族委員会委員・予算決算特別委員会委員を務めた。

## 活動
教授在任中は糖尿病患者のインフルエンザワクチン接種に関する研究を行った。また、新型コロナウイルス感染症事態当時は大韓家庭医学会コロナ対応タスクフォースで活躍し、明知病院コロナ19疫学調査チーム長を務めた。特に第193番患者をエイズの治療薬で完治し、臨床データを論文にまとめた研究に貢献した。他には医療界の性暴力対応マニュアルの開発や医療界のジェンダー平等の現状研究も推進した。
梨泰院群集事故当時、DMATのメンバーとして現場で活動した。しかし、現場に行く過程において、自分を乗せるため明知病院のドクターカーを自宅に迂回させて、当該車両の現場到着時刻を約15分から20分遅らせたということで批判を受けた。

## エピソード
曺国事態の時、曺国の娘の医学論文論争について曺国の娘を批判したため、第21代総選挙の前に曺国支持派からの非難を受けた。
2022年の日韓国会議員のサッカー大会で、負傷した日本議員の診察をした。